# Aurach bei Kitzbühel
Pour les articles homonymes, voir Aurach.
Aurach bei Kitzbühel est une commune autrichienne du district de Kitzbühel dans le Tyrol.